# Camptochaete ramulosa
Camptochaete ramulosa là một loài Rêu trong họ Lembophyllaceae. Loài này được (Mitt.) A. Jaeger mô tả khoa học đầu tiên năm 1877.